# ノゾエ征爾
ノゾエ 征爾（ノゾエ せいじ、1975年7月2日 - ）は日本の劇作家、演出家、俳優。本名は野添征爾（読みは同じ）。
劇団はえぎわ主宰。舞プロモーション所属。岡山県出身。サレジオ学院中学校・高等学校、青山学院大学経済学部経営学科卒業。身長178cm。

## 経歴
3歳から8歳までをサンフランシスコで過ごした。
青山学院大学在学中の1995年より演劇活動を開始。大学4年生のときにENBUゼミナールに第1期生として参加し、松尾スズキに師事した。1999年5月に劇団はえぎわを旗揚げし、2001年に劇団化。同劇団の全作品の作・演出を手がけ、自らも出演している。
2016年には、蜷川幸雄氏のあとを継ぎ、1600人の高齢者の出演者と共に、さいたまスーパーアリーナにて「１万人のゴールド・シアター2016「金色交響曲〜わたしのゆめ、きみのゆめ〜」公演を成功させる。その後も、ゴールド・アーツ・クラブとして、1000人に及ぶ高齢者と公演を行う。
2000年、日本インターネット演劇大賞・最優秀新人男優賞を受賞。
2010年より世田谷パブリックシアターの企画により、特別養護老人ホームや障害者施設での芝居も展開している。
2011年、『春々』で第55回岸田國士戯曲賞候補。
2012年、『◯◯トアル風景』で第56回岸田國士戯曲賞受賞。

## 人物
劇団、本谷有希子を主宰する本谷有希子は、ENBUゼミナール松尾スズキゼミの同期。
小学校時代からを書くことを好んでおり、小学校のクラスで芝居をやることになった際も台本を書いていたことや、授業で小説のような作文や、フィクションの作文を書いていたことを明かしている。

## 出演作品

### 舞台
- 大人計画 「日本総合悲劇協会『ふくすけ』」（1998年）
- ラフカット2000「スモーク」（2000年）
- KERA・MAP「暗い冒険」（2001年）
- 東京タンバリン「ぐずるぜ」（2002年）
- アーノルドシュワルツェネッガー「グレートUSA」（2003年）
- 東京タンバリン「ダイヤモンド」（2003年）
- アーノルドシュワルツェネッガー「天才」（2003年）
- 猫のホテル「座長まつり2004」（2004年）
- 猫☆魂「狂る大学・・・」（2004年）
- アーノルドシュワルツェネッガー「G」（2005年）
- 「センター街」（2005年）
- 温泉きのこ「OZONE平野」（2006年）
- ラドママプロデュース「欲望という名の電車」（2006年）※脚色、演出兼任
- 劇団、本谷有希子「ファイナルファンタジックスーパーノーフラット」（2006年）
- 演劇企画集団THE・ガジラ「ヘル」（2007年）
- 「醜男（ぶおとこ）」（2008年）※脚色、演出兼任
- 「女教師は二度抱かれた」（2008年、脚本、演出：松尾スズキ）
- ラドママプロデュース「王女メディア」（2009年）※脚色、演出兼任
- THE SHAMPOO HAT 「沼袋十人斬り」（2010年）
- 劇団、江本純子 「婦人口論」（2010年）
- 青山円劇カウンシル「その族の名は『家族』」（2011年）
- 世田谷パブリックシアター@ホーム公演「チャチャチャのチャーリー 」（2011年）
- produce lab89「五感overs～目隠しで聴くリーディング～楳図かずお作品集」※構成、演出、出演兼任
- 「輪廻くん」※演出、出演兼任
- ザ・スズナリ開場30周年記念公演「うお傳説」
- 演劇引力廣島第9回プロデュース公演「ガラパコスパコス」（2012年）※脚本、演出兼任
- ENBUフェスタ2012　ノゾエクラス卒業公演　「24の瞳の次世代の最初の道筋」（2012年）※脚本、構成、演出兼任
- 世田谷パブリックシアター@ホーム公演「チャチャチャのチャーリー2012」※脚本、演出、出演兼任
- SPAC「病は気から」（2012年）※潤色・演出兼任
- 「大事なはなし」（2012年）※脚本、演出、出演兼任
- 台湾日本国際共同企画・川端康成三部作「片腕」※脚色・演出兼任
- 猫のホテル「あの女」（2012年、脚本：千葉雅子）※演出
- 世田谷パブリックシアター@ホーム公演「きみといつまでも」（2013年）※脚本、演出、出演兼任
- 北九州芸術劇場・リーディングセッションvol.22「続・世界の日本人ジョーク集」（2013年）※脚本、演出兼任
- M＆O playsプロデュース「サニーサイドアップ」（2014年）※脚本、演出、出演兼任
- 遊園地再生事業団プロデュース「ヒネミの商人」（2014年）
- 台湾日本国際共同企画・川端康成三部作「片腕」（2014年）※脚色、演出兼任
- 戯曲リーディング「ウージェーヌ・イヨネスコ『椅子』」※演出、出演兼任
- 世田谷パブリックシアター@ホーム公演「きみといつまでも」（2014年）※脚本、演出、出演兼任
- 新国立劇場「ご臨終」（2014年）※演出
- 演劇引力廣島第9回プロデュース公演「飛ぶひと」（2015年）※脚本、演出兼任
- 世田谷パブリックシアター@ホーム公演「チャチャチャのチャーリー～風に吹かれて、森の花嫁～」（2015年）
- 音楽劇「気づかいルーシー」（2015年）（原作：松尾スズキ）※脚本、演出兼任
- PARCOプロデュース「 ボクの穴、彼の穴。」（2016年）※翻案・脚本・演出[5]
- 世田谷パブリックシアター@ホーム公演「チャチャチャのチャーリー〜風に吹かれて、森の花嫁2016〜」（2016年）※脚本、演出、出演兼任
- 「あの大鴉、さえも」（2016年）（原作：竹内銃一郎、演出：小野寺修二）※上演台本
- 「自作自演」（2016年）
- プロペラ犬「珍渦虫」（2016年）※主演
- １万人のゴールド・シアター2016「金色交響曲〜わたしのゆめ、きみのゆめ〜」（2016年）※脚本、演出兼任
- 北九州芸術劇場プロデュース公演「しなやか見渡す穴は森は雨」（2017年）※脚本、演出兼任
- 世田谷パブリックシアター@ホーム公演「チャチャチャのチャーリー～愛しのお姫さま～」（2017年）※脚本、演出、出演兼任
- 音楽劇「気づかいルーシー」（2017年）※脚本、演出、出演兼任
- SPAC「病は気から」（2017年）※脚本、演出兼任
- オールナイトニッポン50周年記念公演「太陽のかわりに音楽を。」（2017年）※演出
- 文学座創立80周年記念、12月アトリエの会「鳩に水をやる」（2017年）※脚本
- ニンゲン御破算（2018年6月7日 - 7月15日、Bunkamuraシアターコクーン / 森ノ宮ピロティホール）-　河竹黙阿弥 役
- 世界ゴールド祭2018　ゴールド・アーツ・クラブ第1回公演『病は気から』（2018年）※脚本・演出
- PARCOプロデュース三島×MISHIMA『命売ります』（2018年）※脚本・演出・出演
- 世田谷パブリックシアター＠ホーム公演『チャチャチャのチャーリー～10周年だよ、チャーリー誕生秘話～』（2019年）※作・演出・出演
- 音楽劇『トムとジェリー～夢をもう一度～』（2019年）※演出
- 東京芸術祭2019野外劇『吾輩は猫である』（2019年）※脚本・演出
- 月影番外地『あれよとサニーは死んだのさ』（2019年）※脚本
- PARCOプロデュース『ボクの穴、彼の穴。』（2020年）※翻案・脚本・演出
- 新国立劇場『ピーター＆ザ・スターキャッチャー』（2020年）※演出
- SPAC 『病は気から』（2021年）※潤色・演出
- ニッポン放送プロデュース『ぼくの名前はズッキーニ』（2021年）※脚本・演出
- ワタナベエンターテインメントDiverse Theater『物理学者たち』（2021年）※上演台本・演出・出演
- はえぎわ「ベンバー・ノー　その意味は？」（2021年）※脚本・演出・出演
- はえぎわ「幸子というんだほんとはね」（2025年）※脚本・演出・出演[6]
- フライングシアター自由劇場「そよ風と魔女たちとマクベスと」（2025年）[7]
- シッダールタ（2025年 - 2026年〈予定〉）[8]

### テレビドラマ
- 松尾スズキの頭ン中。（2004年、フジテレビ）
- 逃亡者 RUNAWAY（2004年7月18日 - 9月26日、TBSテレビ）
- RUN AWAY GIRL 流れる女 第5話・第6話（2005年、BSフジ）
- 劇団演技者。 第12公演作：冬のユリゲラー（2005年8月10日 - 2005年8月31日、フジテレビ） - 小山 役
- アキハバラ@DEEP（2006年6月19日 - 、TBSテレビ）
- 怨み屋本舗 第9話（2006年9月8日、テレビ東京） - 泉田医師 役
- 未来創造堂「プレハブ住宅」（2006年、日本テレビ）
- 去年ルノアールで MENU.03（2007年7月29日、テレビ東京） - 学生A 役
- ホカベン 第9話・第10話（2008年6月11日・6月18日、日本テレビ） - 記者 役
- 週刊真木よう子 第12話「チー子とカモメ」（2008年6月18日、テレビ東京）
- 警官の血（2009年2月7日 - 2月8日、テレビ朝日） - 増子哲也 役
- 臨場（2009年、テレビ朝日）
- 7万人探偵ニトベ（2009年、BS朝日）
- 5んドラ（2009年、NHKワンセグ2）
- 俺たちは天使だ！NO ANGEL NO LUCK（2009年7月1日 - 9月30日、テレビ東京） - 磯谷学 役
- トンスラ（2009年10月5日 - 12月28日、日本テレビ） - テレビ局の記者 役
- 外事警察（2009年、NHK）
- 警部補 矢部謙三 episode3（2010年7月26日、テレビ朝日） - 北沢敦彦 役
- 魔法のiらんどTV『MARIA』携帯ドラマ（2010年）
- モテキ 第9話（2010年9月10日、テレビ東京）
- プレミアム8「トライ・エイジ」第三夜「杉山家の物語」（2011年、BS-hi）
- 運命の人（2012年1月15日 - 3月18日、TBSテレビ） - 砂川外務省課長 役
- 都市伝説の女 最終話（2012年6月8日、テレビ朝日）  - 新堀三郎 役
- ゴーイング マイ ホーム 第6話・第8話（2012年11月20日・12月4日、関西テレビ・テレビマンユニオン） - 野間 役
- 鯉昇れ、焦土の空へ あなたは広島カープを知っていますか？（2014年9月26日、NHK広島）※ドラマ脚本
- 連続ドラマW『石の繭 殺人分析班』（2015年8月16日 - 9月13日、WOWOW）
- 連続ドラマW『水晶の鼓動』（2016年、WOWOW）
- 土曜ナイトドラマ『東京独身男子』（2019年4月13日 - 6月8日、テレビ朝日） - 加藤泰司 役
- 大河ドラマ「いだてん〜東京オリムピック噺〜」（2019年、NHK総合）- 松内則三 役
- 連続テレビ小説 『エール』（2020年、NHK総合）- 高梨一太郎役 [9]
- 17才の帝国（2022年5月7日 - 、NHK総合）- 三山次郎 役

### 映画
- 1980（2003年）
- NANA（2006年）
- 腑抜けども、悲しみの愛を見せろ（2007年）
- 図鑑に載ってない虫（2007年）
- memo（2008年）
- デトロイト・メタル・シティ（2008年）
- パニック4ROOMS（2009年）※脚本兼任
- ウルトラミラクルラブストーリー（2009年）
- 非女子図鑑「男の証明（あかし）」（2009年）
- なくもんか（2009年）
- シーサイドモーテル(2010年）
- マイ・バック・ページ（2011年）
- レオニー（2011年）
- TOKYOてやんでぃ～The StoryTeller's Apprentice～（2013年） - 主演・立花亭ピカッチ 役
- 台風一家（2014年） - きとう 役
- FORMA（2014年） - 長田修 役
- at Home アットホーム（2015年）
- バクマン。（2015年）

### CM
- 明治乳業「おいしい牛乳」
- ビルバク
- so-net（ナレーション）
- 映画「K-19」
- アルゼ「竜宮物語」
- 三菱電機ビルテクノサービス
- JAバンク郵便ちょきんぎょ（ナレーション）
- 住友スリーエム
- サンドラッグ
- イオン総力祭（ナレーション）
- リクルート・フロム・エー
- 東レ
- 大和ハウス工業（ウェブCM）
- 日産自動車
- NEC
- ジョンソン「グレード消臭パフパフ」
- 大塚製薬「賢者の食卓」

## 監督作品
- ソーシャル・ディスダンス（2020年）[10]